# Leninha Alves
Marilene Alves de Souza (Montes Claros, 17 de agosto de 1964), mais conhecida como Leninha, é uma professora, sindicalista e política brasileira filiada ao Partido dos Trabalhadores (PT). É a atual Presidente estadual do Partido dos Trabalhadores em Minas Gerais em Minas Gerais e exerce também o cargo de deputada estadual na Assembleia Legislativa de Minas Gerais.
É graduada em Ciências Biológicas e mestre em Desenvolvimento Social pela Universidade Estadual de Montes Claros (Unimontes). Exerceu a docência nas redes municipal e estadual de ensino. Como professora, foi eleita diretora estadual do Sindicato Único dos Trabalhadores em Educação de Minas Gerais (Sind-UTE/MG) e presidente regional da Central Única dos Trabalhadores (CUT).
Disputou a prefeitura de Montes Claros em 2016 pela coligação PT, PCdoB e PSDC. Recebeu pouco mais de 36 mil votos (19%), alcançando a terceira colocação. Nas eleições de 2018, foi candidata a deputada pelo Partido dos Trabalhadores e foi eleita com 51.407 votos a uma vaga na ALMG.